# Allium trifoliatum
Allium trifoliatum — вид трав'янистих рослин родини амарилісові (Amaryllidaceae), поширений у Середземномор'ї.

## Опис
Цибулини діаметром до 1.2 см, кулясті. Стебло 15–45 см. Листків 2–3, 5–60 см × 2–15 мм майже прикореневі, лінійні, рідковолосисті. Зонтик діаметром 2.5–4 см, квітконіжки до 20 мм, у півтора — три рази довші від сегментів оцвітини. Сегменти оцвітини 7–10 мм, білі, з рожевою або рожевуватою жилкою, часто червоніють з віком, ланцетні, гострі. Тичинки 1/2 довжини оцвітини; пиляки жовтуваті. Коробочка 4–5 мм.

## Поширення
Поширений у Середземномор'ї — пн. Єгипет, Кіпр, Ізраїль, Йорданія, Ліван, Сирія, пд.-зх. Туреччина, Греція (о. Крит, Карпатос, Касос і Гавдос), Мальта, Італія (вкл. Сардинію, Сицилію), пд.-сх. Франція; інтродукований до Великої Британії.
На Кіпрі росте на пасовищах, соляному степу, в гаригах, на кам'янистих схилах, а іноді й на оброблюваних або парових полях, від рівня моря до 1000 футів.

## Загрози та охорона
Потрібні подальші дослідження для збору інформації про потенційні загрози для цього виду.
У Франції цей вид охороняється в регіоні Прованс — Альпи — Лазурний Берег на південному сході країни.